# ستانلي غاردنر
ستانلي غاردنر هو عازف بيانو كندي، ولد في 13 ديسمبر 1890 في شيربروك في كندا، وتوفي في 17 أغسطس 1945 في مونتريال في كندا.